# Ла-Від-і-Барріос
Ла-Від-і-Барріос (ісп. La Vid y Barrios) — муніципалітет в Іспанії, у складі автономної спільноти Кастилія-і-Леон, у провінції Бургос. Населення — 281 особа (2010).
Муніципалітет розташований на відстані близько 140 км на північ від Мадрида, 80 км на південь від Бургоса.
На території муніципалітету розташовані такі населені пункти: (дані про населення за 2010 рік)
- Гума: 59 осіб
- Ла-Від: 111 осіб
- Сусонес: 111 осіб

## Демографія
Динаміка населення (INE ):